# Dayeuh
Dayeuh is een bestuurslaag in het regentschap Bogor van de provincie West-Java, Indonesië. Dayeuh telt 29.856 inwoners (volkstelling 2010).